# Örjan Sandler
Örjan Sandler (Sunne, 28 settembre 1940) è un ex pattinatore di velocità su ghiaccio svedese.

## Palmarès

### Olimpiadi invernali
- Bronzo a Grenoble 1968 nei 10000 metri.